# Watobuku
Watobuku is een bestuurslaag in het regentschap Flores Timur van de provincie Oost-Nusa Tenggara, Indonesië. Watobuku telt 1370 inwoners (volkstelling 2010).